# Могила Володимир Федорович
Могила Володимир Федорович (1961 — 1 червня 2016) — майстер спорту міжнародного класу з альпінізму (2006). Багатократний чемпіон України і СНД. Інструктор з альпінізму (1998).

## Біографічні відомості

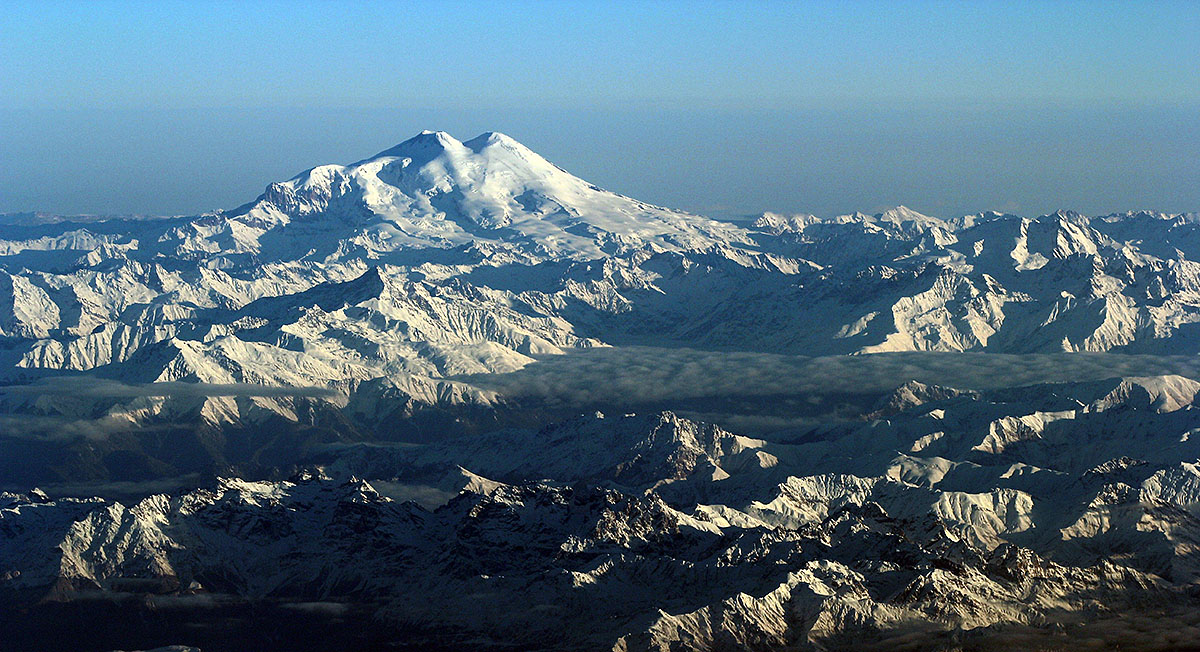
Гора Ельбрус і його два піки.

Почав займатися альпінізмом в 1978 році. Капітан і тренер збірної команди України (2003—2010 рр.). Учасник шести гімалайських експедицій. Здійснював складні сходження на Кавказі, Памірі, в Гімалаях, Альпах, Каракорумі, Саянах, Криму, горах Туреччини. Основний напрям в альпінізмі — технічний альпінізм. Загальну кількість сходжень підрахувати неможливо. Понад 60 сходжень 5-6 кат. скл. у великих горах і порядку 2-х сотень в Криму.
Ініціатор, керівник і учасник 13-ти успішних першопроходжень 5Б-6Б кат.скл. Керівник і тренер багатьох зборів і експедицій, що проводяться  альпіністським клубом «Одеса».
У 2010—2014 рр. працював альпіністським гідом в Криму, на Кавказі і в Альпах.
1 червня 2016 р. загинув під час сходження по західній стороні на гору Ельбрус, в районі скелі Утюг, на висоті 3,9 тис. м.

## Найуспішніші сходження
- 1991 — Паміро-Алай, Киргизстан, пік Слесова маршрутом Погорєлова;
- 1991 — Паміро-Алай, Киргизстан, пік Асан по м-ту Тимофєєва;
- 1998 — Гімалаї, Непал, в. Пуморі японським маршрутом;
- 1998 — Гімалаї, Непал, в. Ама-Даблам;
- 2002 — Крим, в. Морчека (першопроходження м-ту «Мачомбо»);
- 2003 — Каракорум, Пакистан, в. Транго-Тауер (першопроходження);
- 2004 — Паміро-Алай, Киргизстан, в. Асан (першопроходження);
- 2005 — Фанські гори, Таджикистан, в. Бодхона (першопроходження);
- 2005 — Фанські гори, Таджикистан, в. Парандас (першопроходження);
- 2006 — Паміро-Алай, Киргизстан, в. Аксу (першопроходження);
- 2007 — Паміро-Алай, Киргизстан, в. Асан (першопроходження);
- 2009 — Паміро-Алай, Киргизстан, Пік Одеса (4810) маршрутом Сахарова;
- 2011 — Гори Дагестану, в. Еридаг (зимове першопроходження).

## Хобі
- Гірські лижі, фрірайд (досвід катання 30 років).
- Відеозйомка і монтаж. Автор фільму «Транго — Велика стіна» — I місце на міжнародному кінофестивалі «Вертикаль» у 2005 р.

## Ресурси Інтернету
- Владимир Могила [Архівовано 8 червня 2016 у Wayback Machine.]
- 1 го июня не стало известного украинского альпиниста из Одессы Владимира Моглилы[недоступне посилання з липня 2019]